# Enwag-Stadion
Das Enwag-Stadion (Eigenschreibweise enwag-Stadion), von der Erbauung 1948 bis in das Jahr 2019 Stadion Wetzlar, ist ein Fußballstadion mit Leichtathletikanlage (Kategorie B) in der hessischen Stadt Wetzlar. Die Anlage ist vom Hessischen Leichtathletikverband (HLV) als Leichtathletikleistungszentrum ausgezeichnet. Es befindet sich auf der Lahninsel am Rande der Altstadt von Wetzlar. Bis 2009 verfügte das Stadion nur über eine Haupttribüne an der Südseite. Seit 2010 ist eine zweite Tribüne an der Nordseite in Nutzung, wodurch sich das Platzangebot auf etwa 6500 (davon etwa 1500 überdachte Tribünenplatze) erhöht hat.

## Name
Im August 2019 wurde bekannt gegeben, dass die bis dahin Stadion Wetzlar genannte Sportstätte aufgrund eines Sponsoringvertrags mit dem Wetzlarer Energieversorger in Enwag-Stadion umbenannt wurde. Der Vertrag mit der Stadt läuft 15 Jahre.

## Nutzung
Das Stadion ist Heimspielstätte des Frauenfußballvereins FSV Hessen Wetzlar und des AFC Wetzlar Wölfe, einer American-Football-Mannschaft. Darüber hinaus führt mit dem Sprintteam Wetzlar ein landesweit bekannter und auf den Sprint spezialisierter Verein hochrangig besetzte Wettkämpfe im Enwag-Stadion durch. So wurde 2021 und 2022 jeweils das PUMA Leichtathletikmeeting Fast Arms, Fast Legs in Wetzlar durchgeführt. Auch die Leichtathleten des TV Wetzlar laden im Stadion regelmäßig zu Wettkämpfen ein. 1951, 1986, 2015 und 2019 wurden die Deutschen Juniorenmeisterschaften im Wetzlarer Stadion ausgetragen. Ferner wurden deutsche Mehrkampf-Meisterschaften, deutsche Mannschafts-Meisterschaften und deutsche Senioren-Meisterschaften hier ausgerichtet.
Am 25. Juni 1955 trafen im Endspiel der Deutschen Fußball-Amateurmeisterschaft im Stadion Wetzlar vor 15.000 Zuschauern die Sportfreunde Siegen auf die SpVgg Bad Homburg (5:0). Neben der Frankfurter Commerzbank-Arena und der Wiesbadener Brita-Arena war es einer der drei Spielorte der American-Football-Europameisterschaft 2010 sowie 2013 und 2015 mehrfach Austragungsort von Länderspielen der deutschen Junioren-Fußballnationalmannschaft, zuletzt im März 2022. Die U-17-Nationalmannschaft des DFB trug im März 2015 drei Spiele der UEFA-Qualifikation zur U-17-Fußball-Europameisterschaft 2015 im Stadion Wetzlar aus.
Darüber hinaus fungiert das Stadion als Stützpunkt des Hessischen Behinderten- und Rehabilitationssportverbandes. Der HBRS trägt bspw. den Hessenpokal Fußball-ID, Förderschulcamps oder auch Spiele der Amputierten-Bundesliga in Wetzlar aus.